# Серра-дас-Конфузойнс (национальный парк)
Серра-дас-Конфузойнс (порт. Parque Nacional da Serra das Confusões) — национальный парк в Бразилии, в штате Пиауи.

## Описание
Национальный парк Серра-дас-Конфузойнс располагается в штате Пиауи, в муниципалитетах Алворада-ду-Гургея, Брежу-ду-Пиауи, Бон-Жезус (Пиауи), Канту-ду-Бурити, Каракол, Кристину-Кастру, Гуарибас, Журема, Санта-Лус и Тамборил-ду-Пиауи. Он занимает площадь 8238 км² (823 843,08 га). Создан 2 октября 1998 года, отнесён к категории МСОП II (национальный парк). Управляющий орган — Институт по сохранению биоразнообразия имени Чико Мендеса. Цель создания парка — сохранение природных экосистем большой экологической значимости и красоты, поддержка научных исследований, экологического образования и экологического туризма. Экологический коридор Капивара-Конфузойнс связывает национальные парки Серра-дас-Конфузойнс и Серра-да-Капивара.
Рельеф местности относительно плоский, содержащий песчаниковые плато. Высота над уровнем моря — 350—660 метров. Низменные части скалистые, с обнажённой породой, здесь присутствуют небольшие пещеры и источники питьевой воды. Через парк протекает пересыхающая река Итауэйра.
Среднегодовая температура воздуха составляет 28°С, колеблясь в пределах 12—40°С. Годовое количество осадков — 650 мм.

## Биоразнообразие
Национальный парк Серра-дас-Конфузойнс находится на стыке трёх экологических регионов — каатинги, серрадо и атлантических сухих лесов. В низменных областях доминируют дождевые леса, деревья в которых достигают 20 метров в высоту. На более высоких над уровнем моря участках деревья вырастают до 6 метров. Во влажных долинах представлены представители семейства Бромелиевые (Bromeliaceae) и папоротники, изредка встречаются гигантские деревья. Эндемичные виды флоры неизвестны.
В парке обнаружено 13 из 18 эндемичных представителей фауны каатинги. Исследования позволили обнаружить три новых вида ящериц, один вид черепах и один вид земноводных. Распространены ягуар (Panthera onca), пума (Puma concolor), гигантский броненосец (Priodontes maximus), трёхпоясный броненосец (Tolypeutes tricinctus), белолобая пенелопа (Penelope jacucaca), чернокрылый звонарь (Procnias averano).

## Галерея

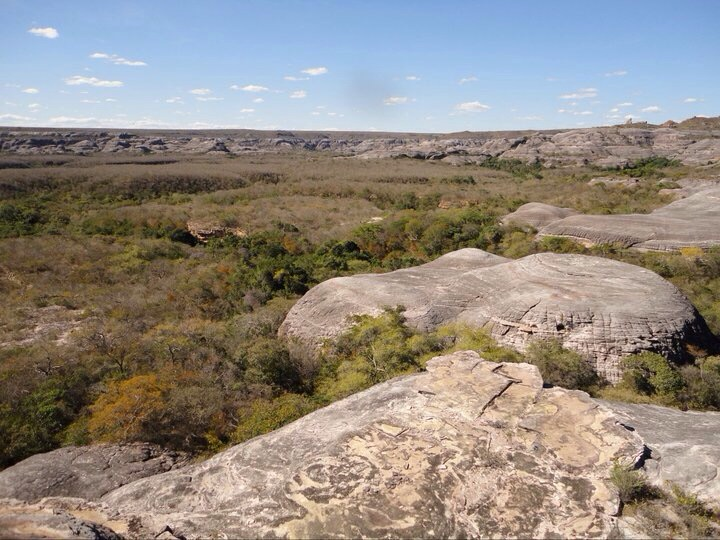
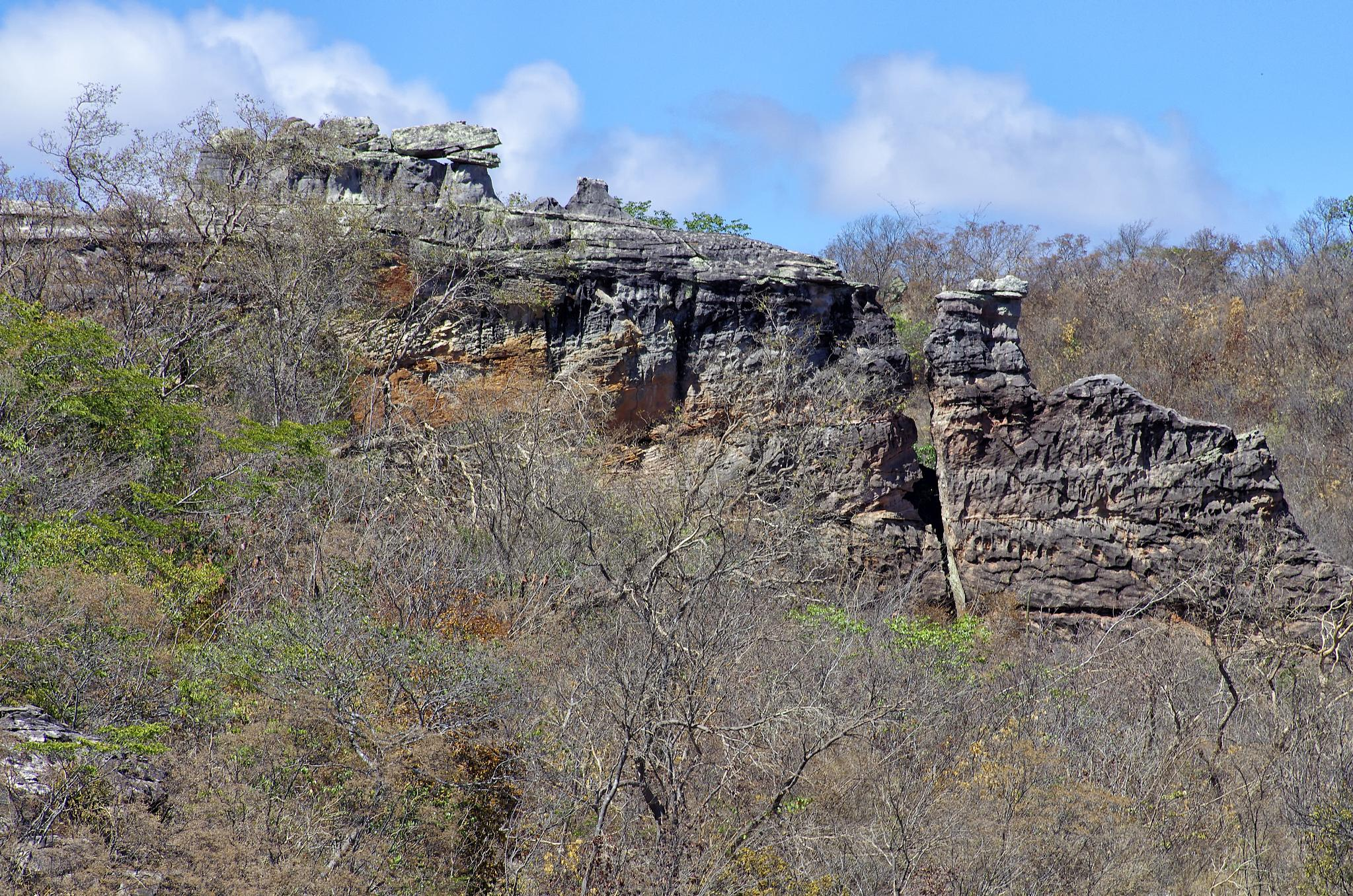
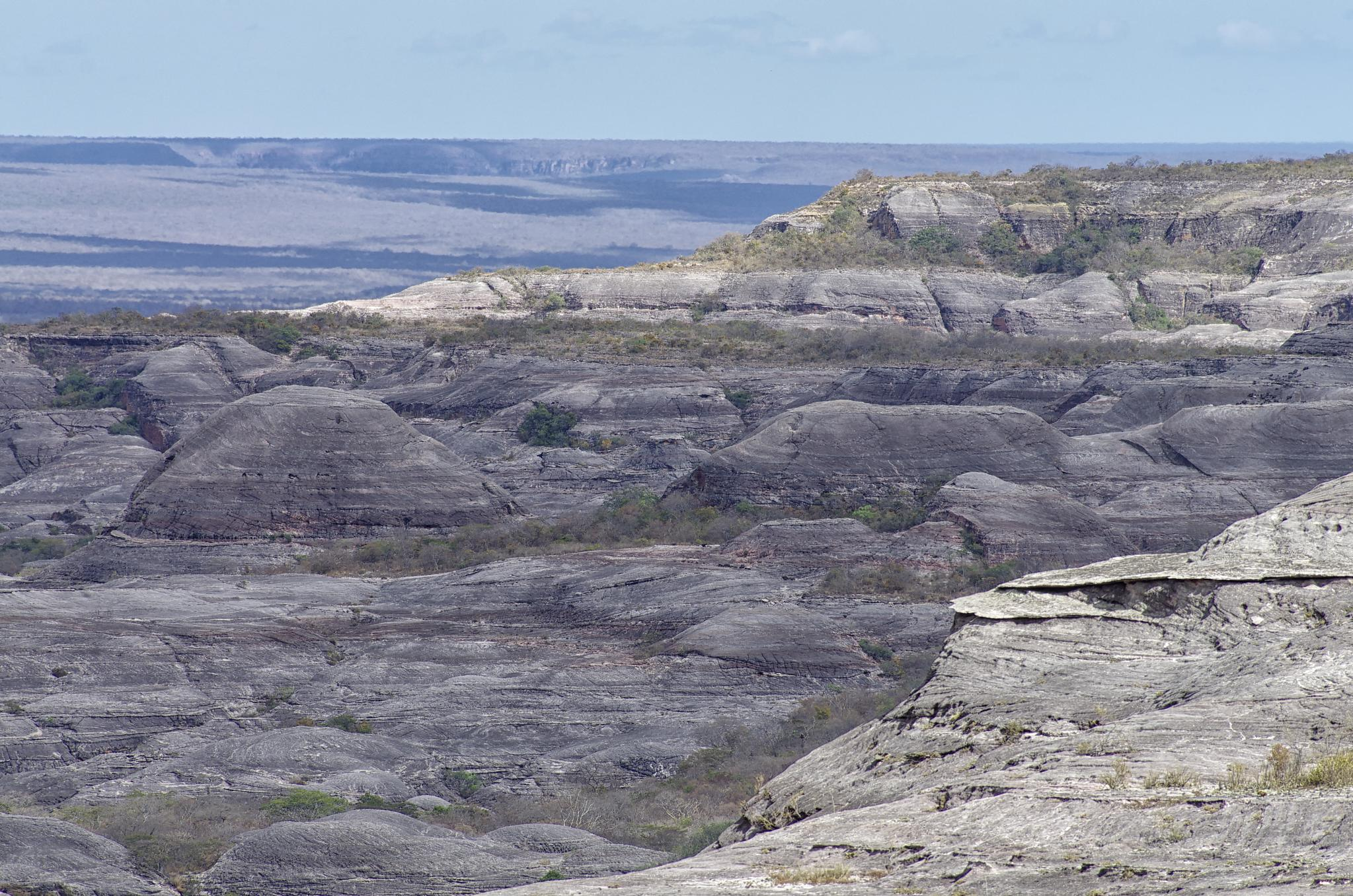
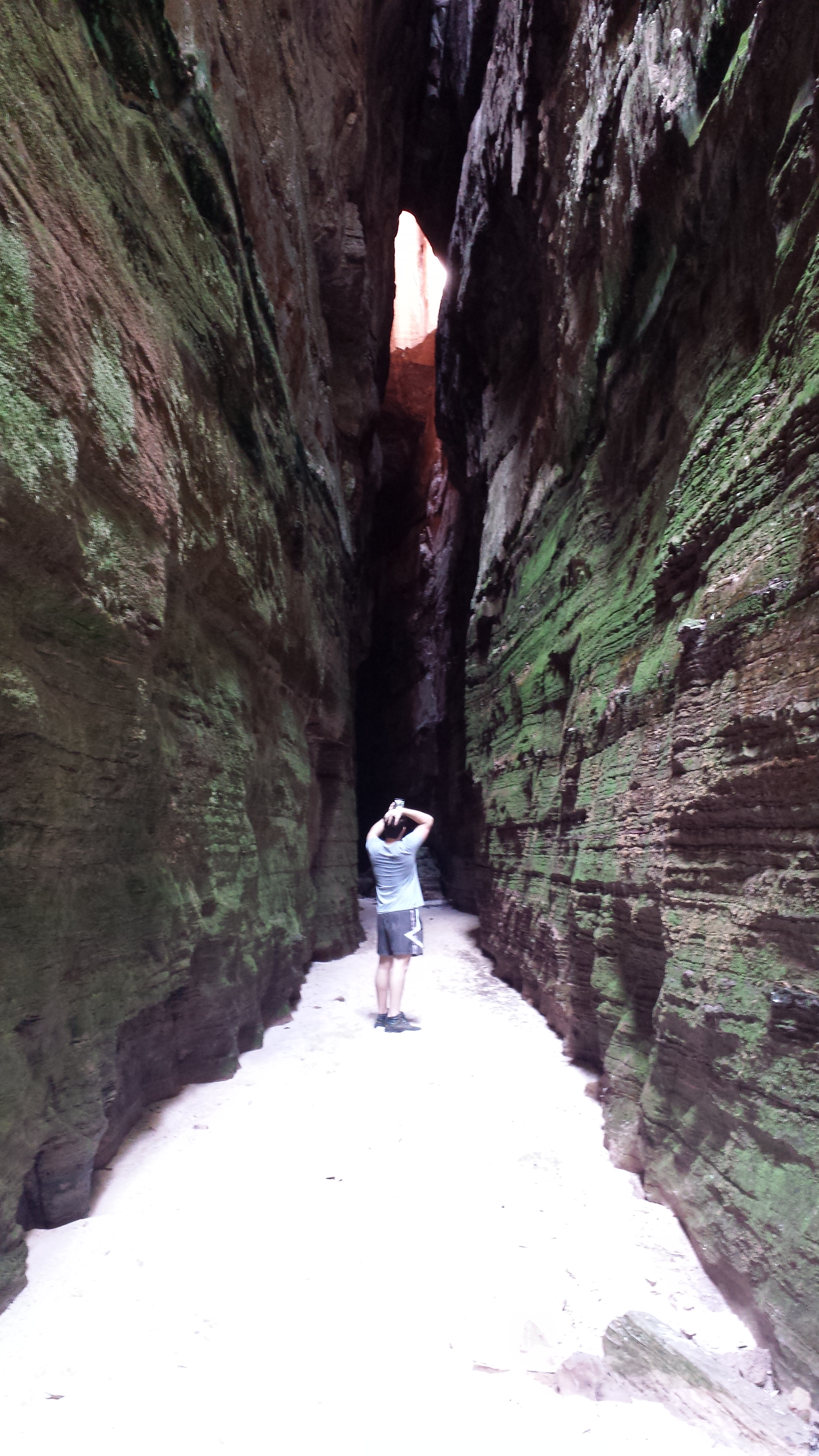
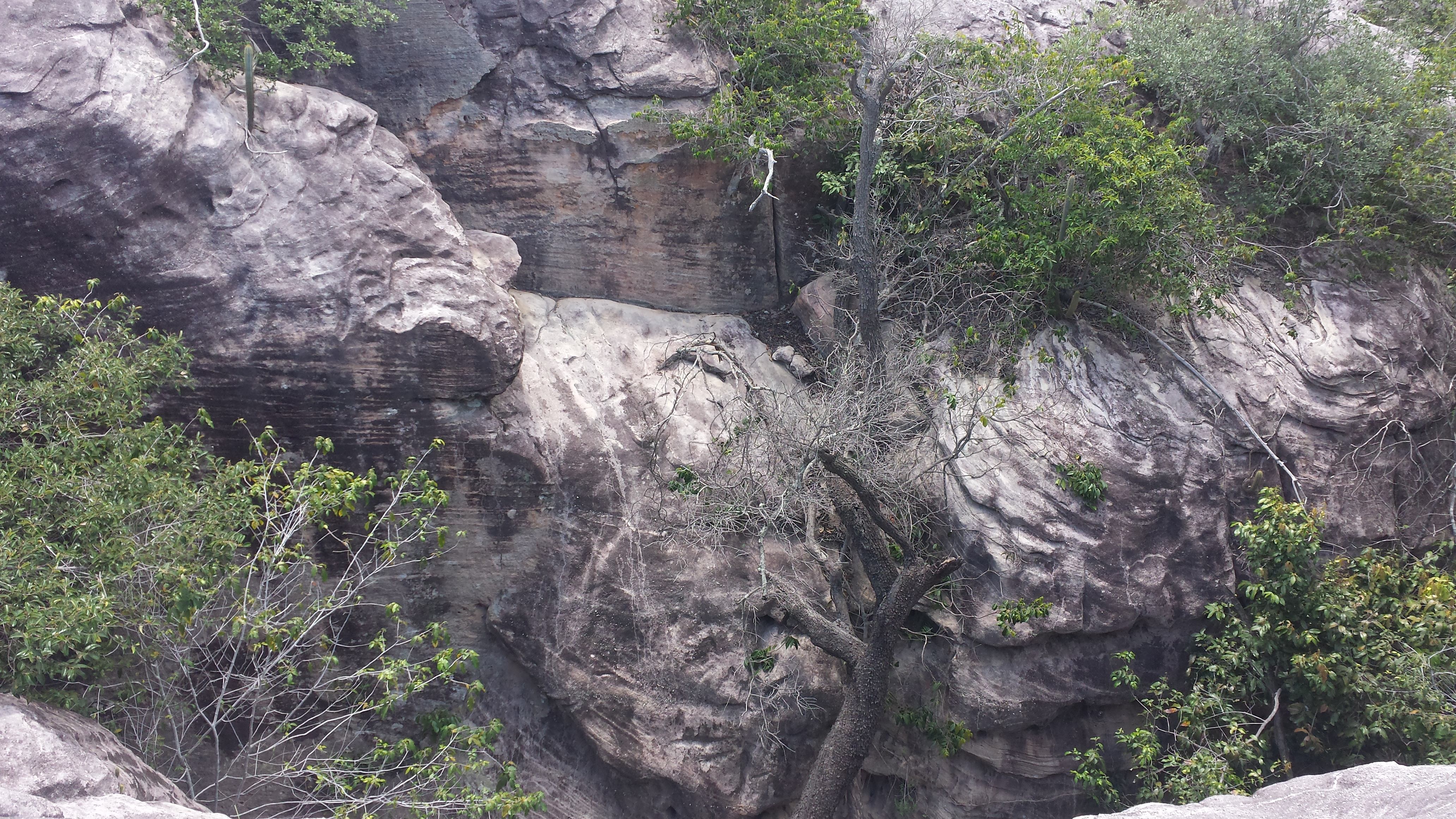